# 254 a. C.
El año 254 a. C. fue un año del calendario romano prejuliano. En el Imperio romano se conocía como el año 500 ab urbe condita.

## Acontecimientos
- Consulados de Cneo Cornelio Escipión Asina, cos. II, y Aulo Atilio Calatino, cos. II, en la Antigua Roma.[1]
- Tiberio Coruncanio se convierte en el primer plebeyo en alcanzar el cargo de pontifex maximus en Roma.
- Primera guerra púnica. Un ejército romano guiado por los cónsules Escipión Asina y Calatino capturan Panormo en Sicilia.
- Los romanos pierden el control de la ciudad siciliana de Agrigento en favor de los cartagineses.

## Nacimientos
- Quinto Fabio Píctor, historiador romano.
- Plauto, comediógrafo latino.